# 马拉诺-迪那波利

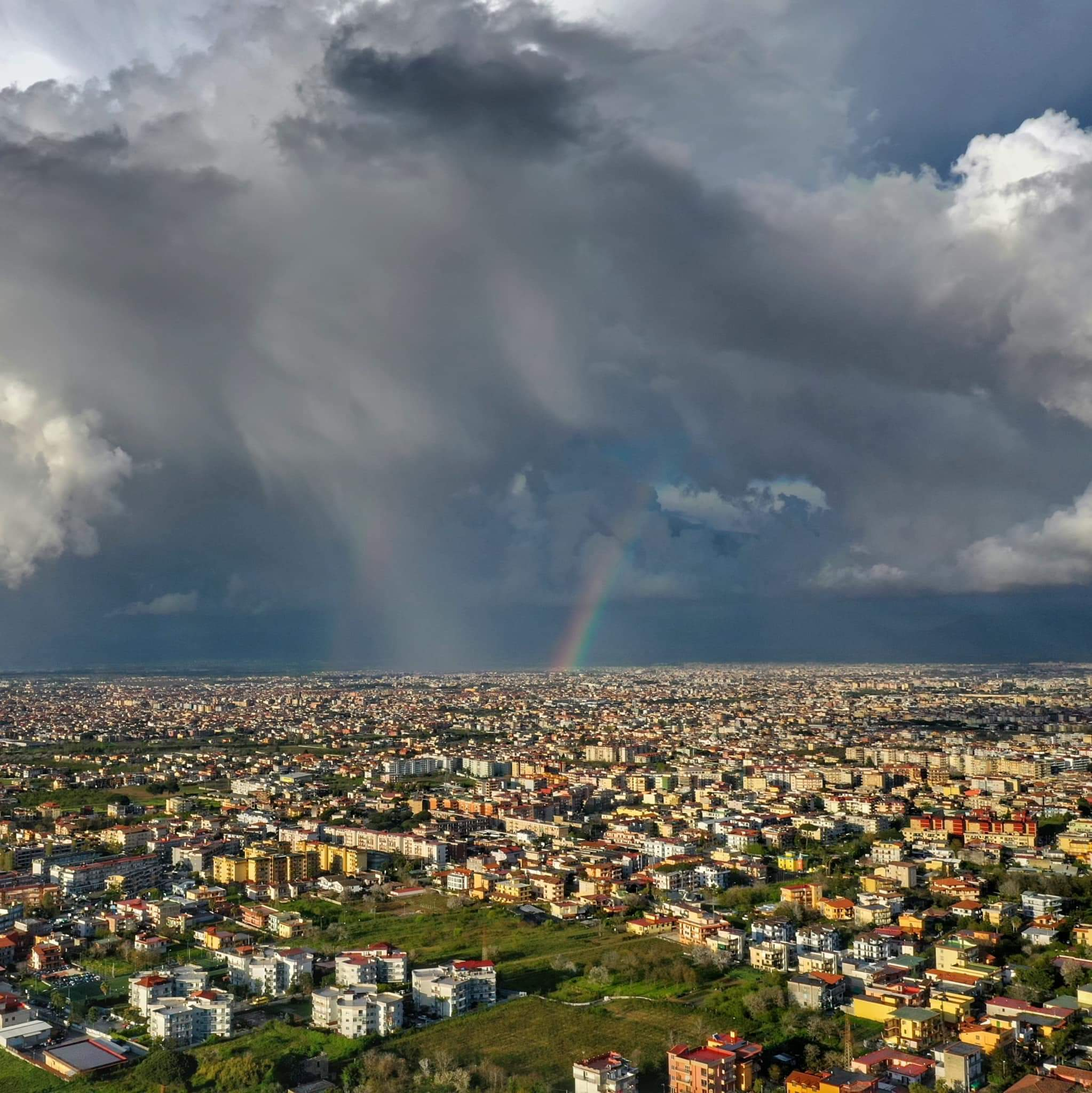
全景图

马拉诺-迪那波利（義大利語：Marano di Napoli）是意大利坎帕尼亞大區那不勒斯廣域市内的市镇，位于那不勒斯西北约9公里处。面积为15.45平方公里，人口数量为57,191人（2012年）。